# Arthur van Dijk

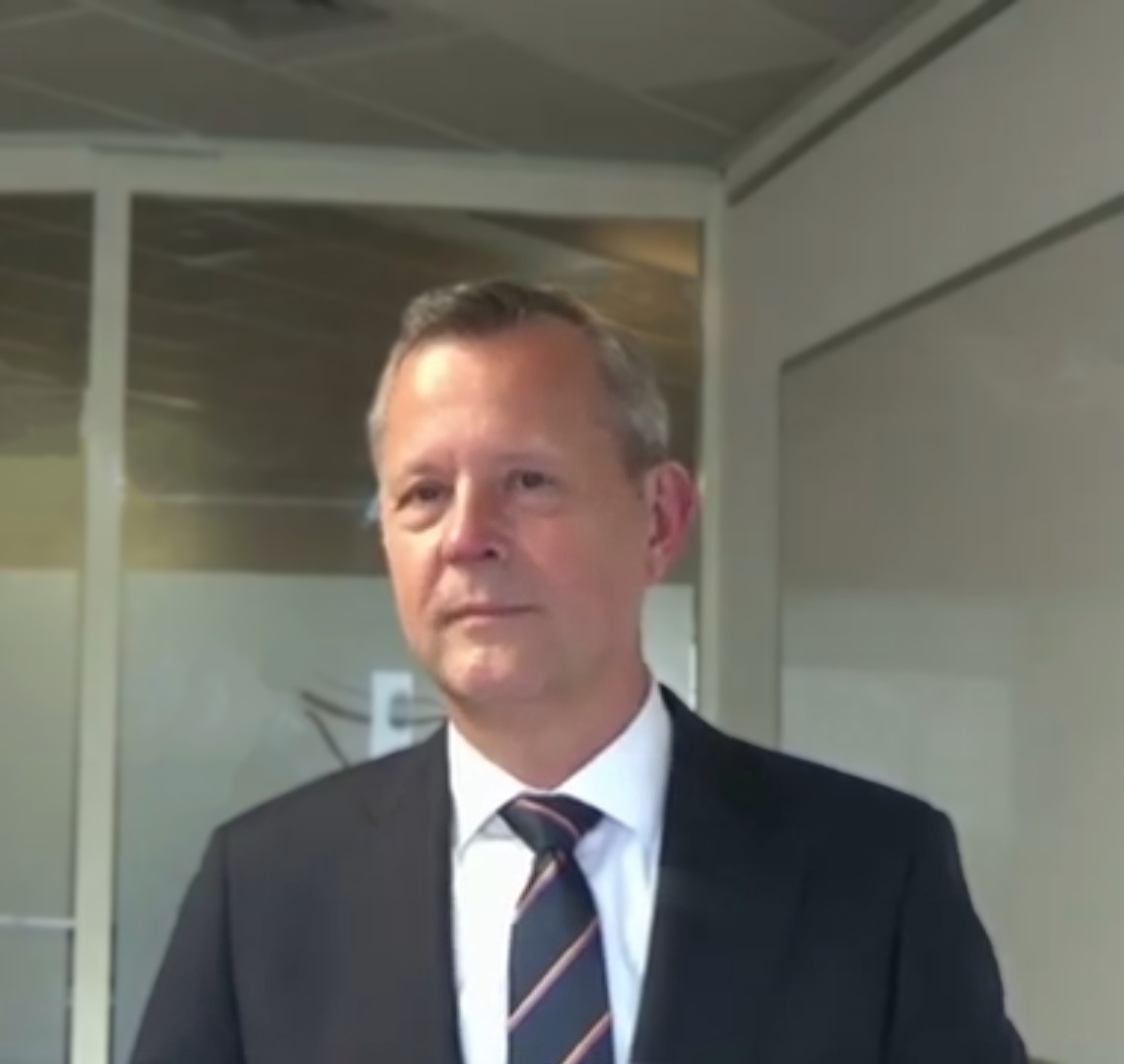
Arthur van Dijk, 2021

Arthur van Dijk (* 3. Februar 1963 in Dordrecht) ist ein niederländischer Politiker der konservativ-liberalen Volkspartij voor Vrijheid en Democratie (VVD). Seit dem 7. Januar 2019 hat er den Posten des Kommissars des Königs (niederländisch commissaris van de Koning) für die Provinz Noord-Holland inne.

## Biografie
Van Dijk studierte Steuerrecht an der Universität Leiden und war im Anschluss in verschiedenen Funktionen für die Ministerien für Justiz und Finanzen tätig. Unter anderem arbeitete er für den Fiscale inlichtingen- en opsporingsdienst, den Ermittlungsdienst der niederländischen Finanzbehörde. Im Anschluss saß er für die VVD als wethouder (zu deutsch: „Beigeordneter“) im College van burgemeester en wethouders der Gemeinde Haarlemmermeer, wo er unter anderem mit Angelegenheiten bezüglich des dort gelegenen Flughafens Schiphol befasst war. In den Jahren 2013 bis 2018 war er allgemeiner Vorsitzender von Transport en Logistiek Nederland, der Arbeitgeberorganisation für niederländische Transport- und Logistikunternehmen.
Ende 2018 wurde van Dijk von den Provinciale Staten der Provinz Noord-Holland als Kandidat für die Nachfolge des zurückgetretenen Kommissars des Königs Johan Remkes vorgeschlagen. Nachdem der niederländische Ministerrat seine Zustimmung erteilt hatte, wurde van Dijk am 5. Dezember 2018 von König Willem-Alexander vereidigt und trat das Amt zum 7. Januar 2019 an.